# Carina Bartoldson
Carina Bartoldson, född 1957 på Styrsö utanför Göteborg, 
Bartoldson studerade vid Kyrkeruds folkhögskola 1981-1983 och vid Pernbys målarskola i Stockholm 1983.
Tillsammans med Stefan Westling och Lena Ekermark ställde hon ut med Konstfrämjandet i Karlstad och med Evert Lundberg på Galleri Gripen i Karlstad. Hon har medverkat i ett flertal samlingsutställningar sedan 1984 bland annat i Sekel möter sekel på Värmlands museum.